# Danh sách sân bay tại Vương quốc Liên hiệp Anh
Dưới đây là danh sách sân bay Vương quốc Liên hiệp Anh và các lãnh thổ phụ thuộc

## Các sân bay ở Anh
| Thành phố             | Tên sân bay                                                                               | ICAO | IATA | Usage     | Đường băng(ft) | Mặt đường băng          |
| --------------------- | ----------------------------------------------------------------------------------------- | ---- | ---- | --------- | -------------- | ----------------------- |
| Abingdon              | RAF Abingdon                                                                              | EGUD | ABB  |           |                |                         |
| Albrighton            | RAF Cosford                                                                               | EGWC |      | Quân sự   | 3.890          | Asphalt                 |
| Alnwick               | RAF Boulmer                                                                               | EGQM |      |           |                |                         |
| Amesbury              | MoD Boscombe Down                                                                         | EGDM |      | Quân sự   | 10.538         | Bê tông/Asphalt         |
| Andover               | AAC Middle Wallop Airfield                                                                | EGVP |      |           |                |                         |
| Andover               | Thruxton Aerodrome                                                                        | EGHO |      | Công cộng | 2.526          | Asphalt                 |
| Ascot Racecourse      | Ascot Racecourse Heliport                                                                 | EGLT |      | Công cộng | 2.625 x 295    | Grass                   |
| Barrow-in-Furness     | Barrow/Walney Island Airfield                                                             | EGNL | BWF  | Công cộng | 3.327          | Asphalt                 |
| Basingstoke           | Lasham Airfield                                                                           | EGHL | QLA  | Công cộng | 5.896          | Asphalt                 |
| Beccles               | Beccles Airport                                                                           | EGSM |      | Công cộng | 2.283          | Bê tông/Grass           |
| Bedford               | Castle Mill Airfield Lưu trữ ngày 12 tháng 3 năm 2007 tại Wayback Machine                 | EGSB | BFC  |           |                |                         |
| Benson                | RAF Benson                                                                                | EGUB | BEX  | Quân sự   | 5.981          | Asphalt                 |
| Beverley              | Beverley/Linley Hill Airfield                                                             | EGNY |      | Công cộng | 2.083          | Grass                   |
| Bicester              | Bicester Airfield                                                                         |      |      |           |                |                         |
| Birmingham            | Sân bay Birmingham                                                                        | EGBB | BHX  | Công cộng | 8.547          | Asphalt                 |
| Blackpool             | Blackpool International Airport                                                           | EGNH | BLK  | Công cộng | 6.132          | Asphalt                 |
| Bockenfield           | Eshott Airfield                                                                           |      |      | Công cộng |                | Asphalt                 |
| Bodmin                | Bodmin Aerodrome                                                                          | EGLA |      | Công cộng | 2.001          | Grass                   |
| Bognor Regis          | Bognor Regis Aerodrome Lưu trữ ngày 1 tháng 11 năm 2005 tại Wayback Machine               | EGKC |      |           |                |                         |
| Bourn                 | Bourn Aerodrome                                                                           | EGSN |      | Công cộng | 2.077          | Bitumen                 |
| Bournemouth           | Sân bay Bournemouth                                                                       | EGHH | BOH  | Công cộng | 7.451          | Asphalt                 |
| Brackley              | Hinton in the Hedges Airfield                                                             |      |      | Công cộng |                | Tarmac                  |
| Braintree             | Andrewsfield Aerodrome                                                                    | EGSL |      | Tư nhân   | 2.592          | Grass                   |
| Braunton              | Royal Marines Base Chivenor                                                               | EGDC |      | Quân sự   | 6.014          | Asphalt                 |
| Bristol               | Sân bay quốc tế Bristol                                                                   | EGGD | BRS  | Công cộng | 6.598          | Asphalt                 |
| Brize Norton          | RAF Brize Norton                                                                          | EGVN | BZZ  | Quân sự   | 10.007         | Asphalt                 |
| Brough                | Brough Aerodrome                                                                          | EGNB |      | Tư nhân   | 3.458          | Asphalt                 |
| Bruntingthorpe        | Bruntingthorpe Aerodrome                                                                  |      |      | Tư nhân   | 9.842          | Asphalt                 |
| Bulford               | Salisbury Plain Aerodrome                                                                 | EGDS |      |           |                |                         |
| Camberley             | Sân bay Blackbushe                                                                        | EGLK | BBS  | Công cộng | 4.380          | Asphalt                 |
| Cambridge             | Sân bay Cambridge                                                                         | EGSC | CBG  | Công cộng | 6.446          | Bê tông                 |
| Cambridge             | Sân bay Fowlmere                                                                          | EGMA |      | Công cộng | 2.297          | Grass                   |
| Canterbury            | Sân bay quốc tế Kent                                                                      | EGMH | MSE  | Công cộng | 9.029          | Asphalt/Concrete        |
| Carlisle              | Carlisle Airport                                                                          | EGNC | CAX  | Công cộng | 6.027          | Asphalt                 |
| Challock              | Challock Airport Lưu trữ ngày 28 tháng 9 năm 2007 tại Wayback Machine                     | EGKE |      |           |                |                         |
| Cheltenham Racecourse | Cheltenham Racecourse Heliport                                                            | EGBC |      | Công cộng | 1.312 x 98     | Grass                   |
| Chichester            | Sân bay Chichester/Goodwood                                                               | EGHR | QUG  | Công cộng | 4.117          | Grass                   |
| Chobham               | Sân bay Fairoaks                                                                          | EGTF | FRK  | Tư nhân   | 2.667          | Asphalt                 |
| Church Fenton         | RAF Church Fenton                                                                         | EGXG |      | Quân sự   | 6.158          | Asphalt                 |
| Clacton-on-Sea        | Sân bay Clacton                                                                           | EGSQ |      | Công cộng | 2.001          | Grass                   |
| Colerne               | Colerne Airfield                                                                          | EGUO |      | Quân sự   | 3.593          | Asphalt                 |
| Coningsby             | RAF Coningsby                                                                             | EGXC | QCY  | Quân sự   | 9.003          | Bê tông                 |
| Coventry              | Sân bay Coventry                                                                          | EGBE | CVT  | Công cộng | 6.586          | Asphalt                 |
| Cranfield             | Sân bay Cranfield                                                                         | EGTC |      | Tư nhân   | 5.902          | Asphalt                 |
| Cranwell              | RAF Cranwell                                                                              | EGYD |      | Quân sự   | 6.831          | Asphalt                 |
| Derby                 | Derby Airfield                                                                            | EGBD |      | Công cộng | 1.975          | Grass                   |
| Dishforth             | RAF Dishforth                                                                             | EGXD |      | Quân sự   | 6.096          | Asphalt                 |
| Doncaster             | Sân bay Robin Hood Doncaster Sheffield                                                    | EGCN | DSA  | Công cộng | 9.491          | Asphalt                 |
| Dunsfold              | Dunsfold Aerodrome Lưu trữ ngày 1 tháng 11 năm 2006 tại Wayback Machine                   | EGTD |      |           |                |                         |
| Duxford               | Duxford Aerodrome                                                                         | EGSU | QFO  | Công cộng | 4.931          | Paved                   |
| East Midlands         | Sân bay Nottingham East Midlands                                                          | EGNX | EMA  | Công cộng | 9.491          | Asphalt                 |
| Enstone               | Enstone Airfield                                                                          |      |      | Công cộng |                |                         |
| Exeter                | Sân bay quốc tế Exeter                                                                    | EGTE | EXT  | Công cộng | 6.833          | Asphalt                 |
| Fairford              | RAF Fairford                                                                              | EGVA | FFD  | Quân sự   | 9.994          | Asphalt                 |
| Farnborough           | Sân bay London Farnborough                                                                | EGLF | FAB  | Tư nhân   | 8.005          | Asphalt                 |
| Filton                | Filton Aerodrome                                                                          | EGTG | FZO  | Công cộng | 8.094          | Bê tông                 |
| Formby                | RAF Woodvale                                                                              | EGOW |      | Quân sự   | 5.405          | Asphalt                 |
| Gerrards Cross        | Denham Aerodrome                                                                          | EGLD |      | Công cộng | 2.543          | Asphalt                 |
| Goodwood Racecourse   | Goodwood Racecourse Heliport                                                              | EGKG |      | Công cộng | 1.640 x 98     | Grass                   |
| Grantham              | RAF Barkston Heath                                                                        | EGYE |      | Quân sự   | 6.007          | Asphalt                 |
| Great Torrington      | Eaglescott Airfield                                                                       | EGHU |      | Công cộng | 1.969          | Grass                   |
| Great Yarmouth        | Great Yarmouth - North Denes Airport Lưu trữ ngày 6 tháng 12 năm 2007 tại Wayback Machine | EGSD |      |           |                |                         |
| Halstead              | Earls Colne Airfield                                                                      | EGSR |      | Công cộng | 3.081          | Grass/Asphalt           |
| Halton                | RAF Halton                                                                                | EGWN |      | Quân sự   |                |                         |
| Helston               | RNAS Culdrose                                                                             | EGDR |      | Quân sự   | 6.006          | Asphalt                 |
| Henlow                | RAF Henlow                                                                                | EGWE |      | Quân sự   |                |                         |
| Henstridge            | Henstridge Airfield                                                                       | EGHS |      | Công cộng |                |                         |
| Hertford              | Sân bay Panshanger                                                                        | EGLG |      | Công cộng | 3.189          | Grass                   |
| Hethel                | Hethel Airport Lưu trữ ngày 3 tháng 9 năm 2007 tại Wayback Machine                        | EGSK |      | Tư nhân   |                |                         |
| High Wycombe          | Wycombe Air Park/Booker Airport                                                           | EGTB |      | Công cộng | 2.411          | Asphalt                 |
| Honiton               | Dunkeswell Aerodrome                                                                      | EGTU |      | Tư nhân   | 3.176          | Asphalt                 |
| Huddersfield          | Crosland Moor Airfield                                                                    |      |      | Công cộng | 2.296          | Asphalt/Grass           |
| Hullavington          | Sân bay Hullavington Lưu trữ ngày 9 tháng 5 năm 2005 tại Wayback Machine                  | EGDV |      | Công cộng |                |                         |
| Ipswich               | Crowfield Airfield                                                                        | EGSO |      |           |                | Grass                   |
| Ipswich               | Elmsett Airport                                                                           | EGST |      |           |                |                         |
| Kemble                | Kemble Airfield                                                                           | EGBP |      | Tư nhân   | 6.591          | Asphalt                 |
| Kettering             | RAF Deenethorpe                                                                           |      |      | Quân sự   |                |                         |
| Kingston upon Hull    | Sân bay Humberside                                                                        | EGNJ | HUY  | Công cộng | 7.205          | Asphalt & Concrete      |
| Lakenheath            | RAF Lakenheath                                                                            | EGUL | LKZ  | Quân sự   | 9.000          | Bê tông/Asphalt         |
| Leconfield            | RAF Leconfield                                                                            |      |      | Quân sự   |                |                         |
| Leeming Bar           | RAF Leeming                                                                               | EGXE |      | Quân sự   | 7.520          | Asphalt                 |
| Leicester             | Sân bay Leicester                                                                         | EGBG |      | Công cộng | 3.084          | Asphalt                 |
| Leominster            | Shobdon Aerodrome                                                                         | EGBS |      | Công cộng | 2.953          | Grass                   |
| Lincoln               | Sturgate Airfield                                                                         | EGCS |      | Công cộng |                |                         |
| Lincoln               | Wickenby Aerodrome                                                                        | EGNW |      | Công cộng | 1.739          | Bê tông                 |
| Linton-on-Ouse        | RAF Linton-on-Ouse                                                                        | EGXU | HRT  | Quân sự   | 6.020          | Asphalt                 |
| Liverpool             | Sân bay Liverpool John Lennon                                                             | EGGP | LPL  | Công cộng | 7.500          | Asphalt                 |
| London                | Sân bay London Biggin Hill                                                                | EGKB | BQH  | Công cộng | 5.912          | Tarmac                  |
| London                | Sân bay London City                                                                       | EGLC | LCY  | Công cộng | 4.948          | Grooved Concrete        |
| London                | Sân bay London Gatwick                                                                    | EGKK | LGW  | Công cộng | 10.879         | Asphalt/Concrete        |
| London                | Sân bay London Heathrow                                                                   | EGLL | LHR  | Công cộng | 12.799         | Grooved Asphalt         |
| London                | London Heliport                                                                           | EGLW |      | Công cộng | 125 X 52       | Bê tông                 |
| London                | Sân bay London Luton                                                                      | EGGW | LTN  | Công cộng | 7.086          | Grooved Asphalt         |
| London                | London Stansted Airport                                                                   | EGSS | STN  | Công cộng | 10.000         | Grooved Asphalt         |
| Lydd                  | London Ashford Airport                                                                    | EGMD | LYX  | Công cộng | 4.938          | Grooved Asphalt         |
| Maidstone             | Sân bay Lashenden/Headcorn                                                                | EGKH |      | Tư nhân   | 2.756          | Grass                   |
| Manchester            | Barton Aerodrome                                                                          | EGCB |      | Công cộng | 2.037          | Grass                   |
| Manchester            | Sân bay quốc tế Manchester                                                                | EGCC | MAN  | Công cộng | 10.000         | Bê tông/Grooved Asphalt |
| Marham                | RAF Marham                                                                                | EGYM | KNF  | Quân sự   | 9.140          | Bê tông                 |
| Mildenhall            | RAF Mildenhall                                                                            | EGUN | MHZ  | Quân sự   | 9.221          | Bê tông/Asphalt         |
| Mullion               | RNAS Predannack                                                                           | EGDO |      | Quân sự   |                |                         |
| Netheravon            | Airfield Camp Netheravon Lưu trữ ngày 5 tháng 2 năm 2007 tại Wayback Machine              | EGDN |      | Quân sự   |                |                         |
| Newark-on-Trent       | RAF Syerston                                                                              | EGXY |      | Quân sự   | 5.994          | Asphalt                 |
| Newcastle upon Tyne   | Sân bay Newcastle                                                                         | EGNT | NCL  | Công cộng | 7.641          | Asphalt                 |
| Newquay               | Sân bay quốc tế Newquay Cornwall                                                          | EGDG | NQY  | Quân sự   | 9.006          | Asphalt                 |
| Newquay               | RAF St. Mawgan                                                                            | EGDG |      | Quân sự   | 9.006          | Asphalt                 |
| North Weald           | North Weald Airfield                                                                      | EGSX |      | Tư nhân   | 6.332          | Asphalt                 |
| Northampton           | Sywell Aerodrome                                                                          | EGBK | ORM  | Tư nhân   | 2.982          | Grass                   |
| Norwich               | Sân bay quốc tế Norwich                                                                   | EGSH | NWI  | Công cộng | 6.040          | Asphalt/Concrete        |
| Norwich               | Sân bay Old Buckenham                                                                     | EGSV |      | Công cộng | 2.625          | Asphalt                 |
| Norwich               | RAF Coltishall                                                                            | EGYC | CLF  | Quân sự   |                |                         |
| Norwich               | Seething Airfield                                                                         | EGSJ |      | Công cộng | 2.625          | Asphalt                 |
| Nottingham            | Hucknall Airfield                                                                         | EGNA |      | Công cộng | 2.838          | Grass                   |
| Nottingham            | Sân bay Nottingham                                                                        | EGBN | NQT  | Tư nhân   | 3.445          | Asphalt/Concrete        |
| Oaksey                | Sân bay Oaksey Park Lưu trữ ngày 1 tháng 7 năm 2006 tại Wayback Machine                   | EGTW |      | Công cộng |                |                         |
| Odiham                | RAF Odiham                                                                                | EGVO | ODH  | Quân sự   | 6.030          | Asphalt                 |
| Old Warden            | Shuttleworth (Old Warden) Aerodrome Lưu trữ ngày 7 tháng 11 năm 2006 tại Wayback Machine  |      |      | Tư nhân   |                |                         |
| Oxford                | Chalgrove Airfield                                                                        | EGLJ |      | Tư nhân   | 6.004          | Asphalt                 |
| Oxford                | Sân bay Oxford                                                                            | EGTK | OXF  | Tư nhân   | 4.327          | Asphalt                 |
| Penzance              | Penzance Heliport                                                                         | EGHK | PZE  | Công cộng | 1.230 x 148    | Grass                   |
| Perranporth           | Perranporth Airfield                                                                      | EGTP |      | Công cộng | 3.084          | Asphalt                 |
| Peterborough          | Sân bay Peterborough/Sibson                                                               | EGSP |      | Công cộng | 3.068          | Grass                   |
| Peterborough          | Sân bay Peterborough Business                                                             | EGSF |      | Tư nhân   | 3.238          | Asphalt                 |
| Plymouth              | Sân bay Plymouth City                                                                     | EGHD | PLH  | Công cộng | 3.809          | Asphalt                 |
| Popham                | Popham Airfield                                                                           | EGHP |      | Công cộng |                |                         |
| Portland Harbour      | RNAS Portland Heliport                                                                    | EGDP |      | Quân sự   |                |                         |
| Preston               | Warton Aerodrome                                                                          | EGNO |      | Tư nhân   | 7.946          | Grooved Asphalt         |
| Redhill               | Redhill Aerodrome                                                                         | EGKR | KRH  | Công cộng | 2.943          | Grass                   |
| Retford               | Sân bay Gamston                                                                           | EGNE |      | Công cộng | 5.522          | Asphalt                 |
| Rochester             | Rochester Airport, England                                                                | EGTO | RCS  | Tư nhân   | 3.159          | Grass                   |
| Romford               | Stapleford Aerodrome                                                                      | EGSG |      | Công cộng | 3.533          | Grass/Asphalt insert    |
| Ruislip               | RAF Northolt                                                                              | EGWU | NHT  | Quân sự   | 5.545          | Groved Asphalt          |
| Salisbury             | Old Sarum Airfield                                                                        | EGLS |      | Công cộng | 2.562          | Grass                   |
| Sandown               | Sân bay Bembridge                                                                         | EGHJ | BBP  | Tư nhân   | 2.746          | Bê tông                 |
| Sandown               | Isle of Wight/Sandown Airport                                                             | EGHN |      | Công cộng | 2.900          | Grass                   |
| Scampton              | RAF Scampton                                                                              | EGXP | SQZ  | Quân sự   | 8.990          | Asphalt                 |
| Scunthorpe            | Sandtoft Airfield                                                                         | EGCF |      | Công cộng | 2.907          | Asphalt                 |
| Shaftesbury           | Compton Abbas Airfield                                                                    | EGHA |      | Tư nhân   | 2.635          | Grass                   |
| Sheffield             | Sân bay Sheffield City                                                                    | EGSY | SZE  | Công cộng | 3.972          | Asphalt                 |
| Sherburn-in-Elmet     | Sherburn-in-Elmet Airfield                                                                | EGCJ |      | Công cộng | 2.723          | Tarmac                  |
| Shipdham              | Sân bay Shipdham Lưu trữ ngày 27 tháng 9 năm 2007 tại Wayback Machine                     | EGSA |      |           |                |                         |
| Shoreham-by-Sea       | Sân bay Shoreham                                                                          | EGKA | ESH  | Công cộng | 3.399          | Asphalt                 |
| Shrewsbury            | Sleap Airfield                                                                            | EGCV |      | Công cộng | 2.631          | Asphalt                 |
| Silverstone           | Silverstone Heliport                                                                      | EGBV |      | Công cộng | 1.476 x 98     | Grass                   |
| Southampton           | Southampton Airport                                                                       | EGHI | SOU  | Công cộng | 5.653          | Asphalt                 |
| Southend-on-Sea       | London Southend Airport                                                                   | EGMC | SEN  | Công cộng | 5.266          | Asphalt                 |
| Southport             | Southport Birkdale Sands Airport Lưu trữ ngày 28 tháng 9 năm 2007 tại Wayback Machine     | EGCO |      | Công cộng |                |                         |
| Spalding              | Fenland Airfield                                                                          | EGCL |      | Công cộng | 1.949          | Grass                   |
| St Ives               | RAF Wyton                                                                                 | EGUY | QUY  | Quân sự   | 8.225          | Asphalt                 |
| St Just in Penwith    | Land's End Airport                                                                        | EGHC | LEQ  | Công cộng | 2.598          | Grass                   |
| St Neots              | Little Gransden Airfield                                                                  | EGMJ |      | Công cộng | 1.870          | Grass                   |
| St. Mary's            | St. Mary's Airport                                                                        | EGHE | ISC  | Công cộng | 1.969          | Asphalt                 |
| Stamford              | RAF Wittering                                                                             | EGXT |      | Quân sự   | 9.052          | Asphalt                 |
| Staverton             | Gloucestershire Airport                                                                   | EGBJ | GLO  | Công cộng | 4.656          | Asphalt                 |
| Stockport             | Woodford Aerodrome                                                                        | EGCD |      | Tư nhân   | 7.520          | Asphalt                 |
| Stowmarket            | Wattisham Airfield                                                                        | EGUW |      | Quân sự   | 7.953          | Asphalt                 |
| Strubby               | Strubby Airfield                                                                          | EGCG |      | Công cộng |                |                         |
| Tatenhill             | Tatenhill Airfield                                                                        | EGBM |      | Công cộng | 2.585          | Asphalt                 |
| Tees Valley           | Durham Tees Valley Airport                                                                | EGNV | MME  | Công cộng | 7.516          | Asphalt                 |
| Ternhill              | RAF Ternhill                                                                              | EGOE |      | Quân sự   | 3.215          | Asphalt                 |
| Thetford              | RAF Honington                                                                             | EGXH | BEQ  | Quân sự   | 9.012          | Asphalt                 |
| Topcliffe             | RAF Topcliffe                                                                             | EGXZ |      | Quân sự   | 5.951          | Asphalt                 |
| Tresco                | Tresco Heliport                                                                           | EGHT |      | Công cộng | 1.188 x 148    | Grass                   |
| Truro                 | Truro Aerodrome                                                                           | EGHY |      | Công cộng | 1.739          | Grass                   |
| Turweston             | Turweston Aerodrome                                                                       | EGBT |      | Công cộng | 3.002          | Asphalt                 |
| Upavon                | Upavon Airfield Lưu trữ ngày 11 tháng 10 năm 2006 tại Wayback Machine                     | EGDJ | UPV  |           |                |                         |
| Waddington            | RAF Waddington                                                                            | EGXW | WTN  | Quân sự   | 9.000          | Asphalt                 |
| Watford               | Elstree Airfield                                                                          | EGTR | ETR  | Công cộng | 2.136          | Asphalt                 |
| Wellesbourne          | Wellesbourne Mountford Aerodrome                                                          | EGBW |      | Tư nhân   | 3.009          | Asphalt                 |
| West Yorkshire        | Sân bay quốc tế Leeds Bradford                                                            | EGNM | LBA  | Công cộng | 7.382          | Bê tông                 |
| Weston-on-the-Green   | RAF Weston-on-the-Green                                                                   |      |      | Quân sự   |                |                         |
| White Waltham         | White Waltham Airfield                                                                    | EGLM |      | Công cộng | 3.330          | Grass                   |
| Wiltshire             | RAF Lyneham                                                                               | EGDL | LYE  | Quân sự   | 7.828          | Asphalt                 |
| Wolverhampton         | Wolverhampton Airport                                                                     | EGBO |      | Công cộng | 3.878          | Asphalt                 |
| Worksop               | Netherthorpe Airfield                                                                     | EGNF |      | Công cộng | 1.814          | Grass                   |
| Wroughton             | Wroughton Airfield Lưu trữ ngày 28 tháng 9 năm 2007 tại Wayback Machine                   | EGDT |      |           |                |                         |
| Yeovil                | RNAS Merryfield                                                                           | EGDW |      | Quân sự   | 5.970          | Asphalt                 |
| Yeovil                | RNAS Yeovilton                                                                            | EGDY | YEO  | Quân sự   | 7.580          | Bê tông                 |
| Yeovil                | Yeovil Aerodrome                                                                          | EGHG |      | Công cộng | 4.547          | Grass                   |
| York                  | Full Sutton Airfield                                                                      | EGNU |      | Công cộng | 2.533          | Grass                   |

## Sân bay ởBắc Ireland
| Thành phố   | Tên sân bay                      | ICAO | IATA | Usage     | Đường băng (ft) | Mặt đường băng |
| ----------- | -------------------------------- | ---- | ---- | --------- | --------------- | -------------- |
| Belfast     | Sân bay quốc tế Belfast          | EGAA | BFS  | Công cộng | 9.121           | Asphalt        |
| Belfast     | Sân bay George Best Belfast City | EGAC | BHD  | Công cộng | 6.001           | Asphalt        |
| Derry       | Sân bay City of Derry            | EGAE | LDY  | Công cộng | 6.076           | Asphalt        |
| Enniskillen | Sân bay Enniskillen/St Angelo    | EGAB | ENK  | Tư nhân   | 4.350           | Asphalt        |
| Newtownards | Sân bay Newtownards              | EGAD | N/A  | Công cộng | 2.605           | Asphalt        |

## Sân bay ởScotland
| Thành phố        | Tên sân bay                                                          | ICAO | IATA | Usage     | Đường băng (ft) | Runway surface  |
| ---------------- | -------------------------------------------------------------------- | ---- | ---- | --------- | --------------- | --------------- |
| Aberdeen         | Sân bay Aberdeen                                                     | EGPD | ABZ  | Công cộng | 6.001           | Asphalt         |
| Aikerness        | Westray Aerodrome                                                    | EGEW | WRY  | Công cộng | 1.532           | Gravel          |
| Balemartine      | Sân bay Tiree                                                        | EGPU | TRE  | Công cộng | 4.829           | Asphalt         |
| Benbecula        | Sân bay Benbecula                                                    | EGPL | BEB  | Công cộng | 6.023           | Asphalt         |
| Barra            | Sân bay Barra                                                        | EGPR | BRR  | Công cộng | 2.776           | Sand            |
| Campbeltown      | Sân bay Campbeltown                                                  | EGEC | CAL  | Công cộng | 10.003          | Asphalt         |
| Cumbernauld      | Sân bay Cumbernauld                                                  | EGPG |      | Công cộng | 2.690           | Asphalt         |
| Dundee           | Sân bay Dundee                                                       | EGPN | DND  | Công cộng | 4.593           | Asphalt         |
| Eday             | Sân bay Eday                                                         | EGED | N/A  | Công cộng | 1.699           | Grass           |
| Edinburgh        | Sân bay Edinburgh                                                    | EGPH | EDI  | Công cộng | 8.399           | Asphalt         |
| Fair Isle        | Sân bay Fair Isle                                                    | EGEF | FIE  | Công cộng | 1.594           | Gravel          |
| Fife             | Sân bay Fife                                                         | EGPJ | N/A  | Công cộng | 2.297           | Asphalt         |
| Glasgow          | Sân bay quốc tế Glasgow                                              | EGPF | GLA  | Công cộng | 8.720           | Grooved asphalt |
| Glasgow          | Sân bay quốc tế Glasgow Prestwick                                    | EGPK | PIK  | Công cộng | 9.799           | Bê tông/Asphalt |
| Inverness        | Sân bay Inverness                                                    | EGPE | INV  | Công cộng | 6.191           | Grooved asphalt |
| Islay            | Sân bay Islay                                                        | EGPI | ILY  | Công cộng | 5.068           | Asphalt         |
| Kinloss          | RAF Kinloss                                                          | EGQK | FSS  | Quân sự   | 7.582           | Asphalt         |
| Kirkwall         | Sân bay Kirkwall                                                     | EGPA | KOI  | Công cộng | 4.685           | Asphalt         |
| Lerwick          | Sân bay Scatsta                                                      | EGPM | SCS  | Công cộng | 4.462           | Asphalt         |
| Lerwick          | Sân bay Tingwall                                                     | EGET | LWK  | Công cộng | 2.507           | Asphalt         |
| Leuchars         | RAF Leuchars                                                         | EGQL | ADX  | Quân sự   | 8.491           | Asphalt         |
| Lossiemouth      | RAF Lossiemouth                                                      | EGQS | LMO  | Quân sự   | 9.019           | Asphalt         |
| North Ronaldsay  | Sân bay North Ronaldsay                                              | EGEN | NRL  | Công cộng | 1.532           | Graded hardcore |
| Oban             | Oban Airport                                                         | EGEO | OBN  | Công cộng | 4.068           | Asphalt         |
| Papa Westray     | Sân bay Papa Westray                                                 | EGEP | PPW  | Công cộng | 1.532           | Graded hardcore |
| Perth            | Sân bay Perth                                                        | EGPT | PSL  | Công cộng | 2.799           | Asphalt         |
| Sanday           | Sân bay Sanday                                                       | EGES | NDY  | Công cộng | 1.532           | Graded hardcore |
| Shetland Islands | Sân bay Sumburgh                                                     | EGPB | LSI  | Công cộng | 4.678           | Asphalt         |
| Stornoway        | Sân bay Stornoway                                                    | EGPO | SYY  | Công cộng | 7.218           | Asphalt         |
| Stronsay         | Sân bay Stronsay                                                     | EGER | SOY  | Công cộng | 1.690           | Graded hardcore |
| Wick             | Wick Airport                                                         | EGPC | WIC  | Công cộng | 5.988           | Asphalt         |
| Whalsay          | Whalsay Airport Lưu trữ ngày 27 tháng 9 năm 2007 tại Wayback Machine |      |      |           |                 |                 |

## Sân bay ởWales
| Thành phố     | Tên sân bay                                                           | ICAO | IATA | Usage     | Đường băng (ft) | Mặt đường băng  |
| ------------- | --------------------------------------------------------------------- | ---- | ---- | --------- | --------------- | --------------- |
| Aberporth     | 'Aberporth Aerodrome                                                  | EGFA | N/A  | Công cộng | 3.031           | Asphalt         |
| Anglesey      | RAF Mona                                                              | EGOQ | N/A  | Quân sự   | 5.180           | Asphalt         |
| Anglesey      | RAF Valley                                                            | EGOV | N/A  | Quân sự   | 7.513           | Asphalt         |
| Caernarfon    | Sân bay Caernarfon                                                    | EGCK | N/A  | Công cộng | 3.543           | Asphalt         |
| Cardiff       | Sân bay quốc tế Cardiff                                               | EGFF | CWL  | Công cộng | 7.848           | Asphalt         |
| Cardiff       | Tremorfa Heliport Lưu trữ ngày 6 tháng 2 năm 2007 tại Wayback Machine | EGFC |      |           |                 |                 |
| Chester       | Sân bay Hawarden                                                      | EGNR | CEG  | Công cộng | 6.702           | Asphalt/Bê tông |
| Haverfordwest | Haverfordwest Aerodrome                                               | EGFE | HAW  | Công cộng | 5.000           | Asphalt         |
| Llanbedr      | Sân bay Llanbedr                                                      | EGOD | N/A  | Quân sự   | 7.500           | Asphalt         |
| Pembrey       | Sân bay Pembrey                                                       | EGFP | N/A  | Tư nhân   | 2.614           | Bê tông         |
| St Athan      | RAF Saint Athan                                                       | EGDX | DGX  | Quân sự   | 5.988           | Asphalt         |
| Swansea       | Sân bay Swansea                                                       | EGFH | SWS  | Công cộng | 4.429           | Bê tông         |
| Welshpool     | Sân bay Welshpool                                                     | EGCW | N/A  | Công cộng | 3.346           | Asphalt         |

## Sân bay ởcác thuộc địa vương thất của Hoàng gia Anh
| Town     | Airport name     | ICAO | IATA | Usage     | Runway (ft) | Mặt đường băng  |
| -------- | ---------------- | ---- | ---- | --------- | ----------- | --------------- |
| Alderney | Sân bay Alderney | EGJA | ACI  | Công cộng | 2.887       | Asphalt         |
| Guernsey | Sân bay Guernsey | EGJB | GCI  | Công cộng | 4.800       | Asphalt         |
| Đảo Man  | Sân bay đảo Man  | EGNS | IOM  | Công cộng | 5.754       | Asphalt/Bê tông |
| Jersey   | Sân bay Jersey   | EGJJ | JER  | Công cộng | 5.597       | Asphalt         |